# Botorejo (Bayan)
Botorejo is een bestuurslaag in het regentschap Purworejo van de provincie Midden-Java, Indonesië. Botorejo telt 700 inwoners (volkstelling 2010).